# Бранкас, Жан-Батист-Антуан де
Жан-Батист-Антуан де Бранкас (фр. Jean-Baptiste-Antoine de Brancas; 12 апреля 1693, Перн-ле-Фонтен — 30 августа 1770, Экс-ан-Прованс) — епископ Ла-Рошели и архиепископ Экс-ан-Прованса, аббат Монмореля и Сен-Пьер-де-Мелёна.

## Биография
Шестой сын Анри де Бранкаса, маркиза де Серест, и Дороте де Шелюс.
Окончил Королевский Бурбонский колледж в Экс-ан-Провансе (ныне лицей Минье) под руководством иезуитов, затем учился в парижской семинарии Сен-Сюльпис и получил степень доктора теологии в Сорбонне.
В 1717 году, благодаря близости его брата маркиза де Сереста к регенту, получил комменду бенедиктинского аббатства Сен-Пьер в Мелёне, бенефиция, приносившего 4 тыс. ливров в год без обязательств присутствовать в монастыре и управлять им. В том же году назначен одним из восьми раздавателей милостыни короля. В 1720 году стал генеральным агентом духовенства, лицом, отвечавшим за связь между ассамблеями духовенства и королевским двором.
16 апреля 1725 назначен епископом Ла-Рошели, утвержден 23 июля и рукоположен кардиналом де Роганом 23 октября в Париже в церкви помещения для послушников ордена иезуитов.
В Ла-Рошели продолжил дело своих предшественников Фрезо и в особенности Шанфлура, и без лишнего шума подавил оппозицию булле Unigenitus. За четыре года епископства в этом городе приобрел солидную репутацию.
21 июня — 16 июля 1729 переведен на архиепископскую кафедру в Экс. Назначение состоялось благодаря поддержке кардинала Флёри и предыдущего архиепископа Вентимиля дю Люка.
В то время это был завидный диоцез, в сравнении с соседними, приносивший его главе более 100 000 ливров в год. Фактически архиепископ был главой церковной палаты Экса, был советником Прованского парламента, а также наследственным канцлером местного университета и президентом Генеральной ассамблеи общин Прованса, имевшей большое значение, как и во всех провинциях со Штатами.
На своем посту много внимания уделял образованию в приходских школах, которые часто инспектировал. Бранкас вообще не покидал свой диоцез и, будучи последовательным сторонником контрреформации, вел упорную борьбу с янсенистами, активно применяя запрещения в служении и изгоняя подозрительных кюре. При этом опирался на поддержку кардиналов Рогана и Тансена, и влиятельного при дворе министра Филибера Орри.
В результате своей активной деятельности архиепископ-ультрамонтан вступил в конфликт  с парламентом, где большинство стояло на позициях галликанства. Кульминации это противостояние достигло в 1755 году, и Людовик XV был вынужден сослать Бранкаса в замок Ламбеск, чтобы утихомирить страсти. Вернуться в Экс он смог только в 1759-м.
В 1760-е годы борьба с парламентом, становившимся все более галликанским, продолжалась. Архиепископ поддерживал иезуитов, имевших в Провансе сильные позиции, но парламент начал против них различные процессы, и к 1763 году королевский двор отказал ордену в поддержке.